# Sint-Simeonkerk

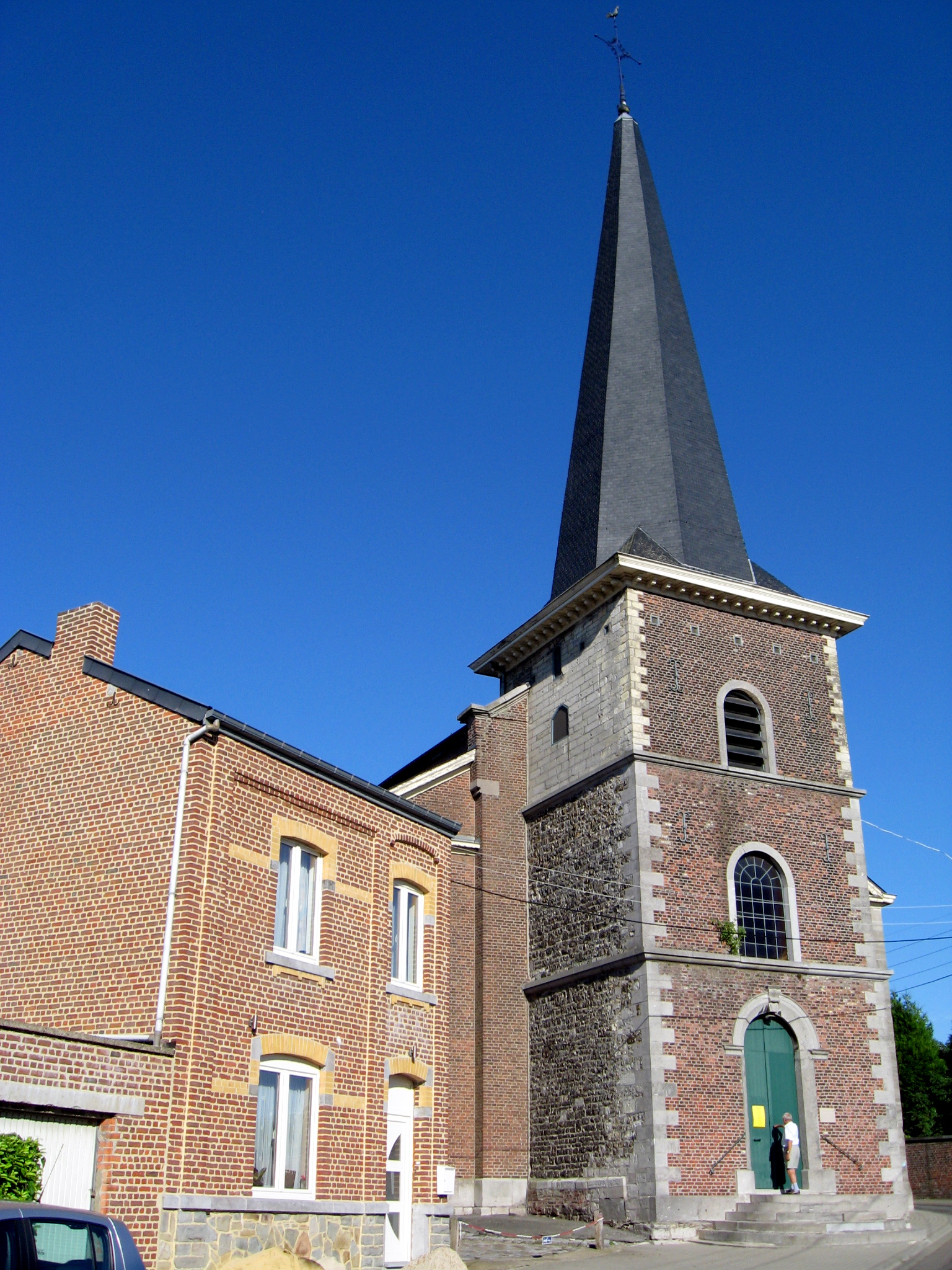
Sint-Simeonkerk

De Sint-Simeonkerk (Frans: Église Saint-Siméon) is de parochiekerk van Houtain-Saint-Siméon in de Belgische provincie Luik. De kerk is gelegen aan Rue Saint-Siméon 23.

## Gebouw
Oorspronkelijk stond hier een eenvoudige kapel. In 1873 werd een deze kapel verbouwd tot de huidige kerk naar ontwerp van H. Plénus. Deze bakstenen kerk is driebeukig. De voorgebouwde toren is veel ouder. Op een plint van silex- en kalksteenblokken verrijst een toren van drie geledingen, bekroond met een hoge, achtzijdige spits. In oorsprong romaans, werd deze in 1664, 1709 en 1873 hersteld, waardoor een diversiteit aan materialen in de toren is verwerkt: De voorkant is in baksteen uitgevoerd (1873), en de zijkanten van de eerste en tweede geleding zijn in breuksteen van kalksteen en silex, terwijl de zijkant van de derde in tufsteenblokken werd uitgevoerd.
De kerk bezit een gotisch Christusbeeld uit de 16e eeuw, dat van het kerkhof afkomstig is.